# Parafia Najświętszego Serca Pana Jezusa w Turzu
Parafia Najświętszego Serca Pana Jezusa w Turzu – parafia rzymskokatolicka, znajdująca się w diecezji gliwickiej, w dekanacie Kuźnia Raciborska.
Proboszczem od 1 marca 2015 roku jest ks. Marcin Szaboń.

## Grupy parafialne
Na terenie parafii działa kilka grup parafialnych:
- Ministranci,
- Szafarze,
- Dzieci Maryi,
- Caritas,
- Arcybractwo Różańcowe,
- Rada Parafialna,
- Schola,
- Pustynnicy CSD.